# Hemolytisk anemi
Hemolytisk anemi, tidigare kallad Hayem-Widals syndrom, är ett syndrom där röda blodkroppar bryts  ned i ökad mängd. Nybildningen ökar i de flesta fall också.

## Sjukdomar som orsakar hemolytisk anemi
- Hereditär sfärocytos
- Sickle-cell anemi
- Thalassemi
- Immunologisk hemolytisk anemi. Orsakad av autoantikroppar eller av läkemedel
- Defekt G6PD (glukos-6-fosfat-dehydrogenas)

## Detta kan också orsaka hemolytisk anemi
- Blodtransfusioner med fel blodgrupp
- Mekanisk hemolys. Ex. vid hjärtklaffsproteser
- Drunkning i sötvatten

## Symptom
Lätt kronisk anemi och viss förstoring av mjälte. Ikterus (gulsot), kan uppkomma vid hög blodnedbrytningsnivå.